# 퓨얼 (밴드)
퓨얼(Fuel)은 미국의 록 밴드이다.